# Aleksander Doba
Aleksander Doba (9. září 1946 – 22. února 2021) byl polský kajakář. Roku 1999 plul na kajaku přes Baltské moře. V roce 2010 přeplul na sedmimetrovém kajaku Atlantský oceán, a to ze Senegalu do Brazílie. Plavba byla dlouhá 5 394 kilometrů a trvala bezmála 99 dnů. V roce 2013 absolvoval další plavbu přes oceán, a sice z Portugalska na Floridu ve Spojených státech amerických. Cesta byla tentokrát delší a zabrala mu 196 dnů. Svou třetí plavbu přes Atlantik absolvoval v roce 2017, tentokrát v opačném směru – vyplul z New Jersey s cílem ve Francii.